# Bhalwal
Bhalwal (en ourdou : بهلوال) est une ville pakistanaise, située dans le district de Sargodha, dans le nord de la province du Pendjab. Elle est également la capitale du tehsil éponyme.
La ville et ses alentours vivent principalement de l'agriculture, et se situe à proximité de l'autoroute M2, qui relie Rawalpindi à Lahore. Elle est également située sur la ligne de train Sargodha-Lalamusa.
La population de la ville a été multipliée par près de huit entre 1972 et 2017, passant de 13 093 habitants à 100 135. Entre 1998 et 2017, la croissance annuelle moyenne s'affiche à 2,6 %, un peu supérieure à la moyenne nationale de 2,4 %. En 2023, la population de la ville monte à 117 982 habitants.
|            | 1972 (rec.) | 1981 (rec.) | 1998 (rec.) | 2017 (rec.) | 2023 (rec.) |
| ---------- | ----------- | ----------- | ----------- | ----------- | ----------- |
| Population | 13 093      | 35 434      | 61 523      | 100 135     | 117 982     |